# Abakambouni
Abakambouni ist ein Berg im Süden der Insel Anjouan im Inselstaat der Komoren.

## Geographie
Die Anhöhe ist ein Ausläufer der Hochebene von Mrémani bei Bouijou. Er erhebt sich über der steilen Westküste und entsendet nur noch einen kleinen Ausläufer zum Agnachindra im Süden.